# Canicie
La canicie es la pérdida de pigmentación del cabello, que se vuelve gris o blanco. Cana  es cada uno de estos cabellos, y pueden observarse en una zona específica de la cabeza (en mechones canos) o en toda la cabeza. Esta decoloración del cabello se debe en concreto a una disminución de la melanina, que es la que determina el color del pelo.

## Epidemiología
La canicie, como se denomina a la aparición de canas, es por lo general una consecuencia directa del envejecimiento. Las canas son pelos que carecen de melanina, que es el pigmento que da color tanto al cabello, como la piel, el iris del ojo y el vello corporal.

## Etiología
La causa general de este cambio es el envejecimiento, asociado a dos genes responsables: Bcl2 y Bcl-w.
Otras causas de la presencia de canas son enfermedades como el vitíligo o el síndrome de Waardenburg, deficiencias de vitamina B12 o en la actividad del tiroides y el estrés.

## Fisiopatología
El cambio de color del cabello ocurre cuando la melanina deja de producirse en la raíz del pelo y crecen nuevos pelos en la zona sin pigmento, debido a la muerte de las células madre, situadas en la base de los folículos pilosos que dan lugar a los melanocitos. Los melanocitos son las células que producen pigmento y lo almacenan en el pelo y la piel. Recientes investigaciones indican como causa de la canicie la falta de la enzima MSR, encargada de reducir el peróxido de hidrógeno. Este compuesto inhibe a la tirosinasa, enzima necesaria para la producción de melanina.